# Dhu l-Khalasa
Dhū l-Kalaṣa (in arabo ﺫﻭ ﺍﺍﻟﺨﻠﺼـة‎?), ossia, alla lettera, "Il santuario di Khalaṣa", poi però usato come nome vero e proprio, era una divinità maschile preislamica dell'Arabia antica.
Citata già nelle iscrizioni thamudene, safaitiche, sinaitiche e nabatee, Dhū l-Khalaṣa (cioè "Il Puro", o "il Forte", o "il Libero", o "Il pronto alla battaglia") era una divinità guerriera oracolare che si presentava come un masso di silice o roccia quarzifera a Tabāla, nella Tihāma, lungo la strada carovaniera che conduceva in Yemen, a 52 parasanghe di distanza da Mecca (8 giorni di viaggio) e a 6 da Ṭāʾif.
Il dio era venerato dai Banū Daws, dai Banū Khath'am e dai Banu Bajila.
Il suo santuario sembra fosse chiamato anche al-Kaʿba al-yamaniyya, a dimostrazione forse della sua concorrenza nei confronti della nota Kaʿba meccana, (chiamata anche Kaʿba al-shāmiyya), indicava comunque var così come non è improbabile che la divinità fosse stata scelta come protettrice delle olio-resine odorose (tra cui l'incenso) e dei profumi yemeniti.
Di sicuro era una divinità ritenuta in grado di fornire vaticini (come Hubal a Mecca) e, come la divinità urbana meccana, ciò avveniva per belomanzia, vale a dire per il tramite dell'estrazione a sorte di una delle tre frecce senza impennaggi e punta (il cosiddetto istiqṣām bi-azlām), che esprimevano rispettivamente il concetto d'affermazione, di negazione e di attesa.

A lui si rivolse Imru l-Qays, alla ricerca d'una risposta al quesito se dovesse o meno vendicare l'assassinio del padre. Alla freccia che disponeva l'attesa, egli spezzò in preda all'ira la freccia, insultando il dio per quella risposta non gradita oracolare non gradita, gettando addosso all'idolo i pezzi del dardo estratto. La mancanza di punizione per il sacrilego deluse irrimediabilmente il custode (sādin) del santuario, mettendo fine a questa pratica, meritando il soprannome dato al dio di mawtūr ("che non scatena alcuna [pur doverosa] vendetta", ma anche "mutilato").
L'idolo e tutto ciò che serviva al suo culto fu distrutto col fuoco da Jarīr b. ʿAbd Allāh al-Bajalī, su apposita disposizione di Maometto.

## Il Khalaṣa di Mecca
Il seguito devozionale di Khalaṣa era tanto grande da indurre ʿAmr b. Luḥayy (considerato il responsabile dell'introduzione del politeismo nel Hijaz) a portare una copia dell'idolo a La Mecca e a collocarlo alla periferia della città. Secondo Fahd, tra i massimi studiosi della religiosità pagana araba preislamica, la divinità meccana era però femminile.